# Milly Carlucci
Pour les articles homonymes, voir Carlucci.
Camilla Patrizia Carlucci, plus connue sous le nom de Milly Carlucci, née à Sulmona le 1er octobre 1954, est une présentatrice de télévision, actrice et chanteuse italienne. 
Au cours des années 1980, elle s’est fait connaître du public de la télévision en tant que showgirl et présentatrice de nombreuses émissions de télévision pour les réseaux Rai et Mediaset, années au cours desquelles elle s’est également essayée à des activités secondaires en tant qu’actrice et chanteuse. 
Sa notoriété s’est ensuite accrue dans les années 1990 grâce à la présentation de célèbres programmes de Rai 1.
Depuis les années 2000, elle a consolidé son rôle de présentatrice du prime time de Rai 1.
Elle présente depuis 2005 Ballando con le stelle, l'adaptation pour la télévision italienne du concept britannique Strictly Come Dancing. 
Elle présente en 2009 la 70e édition de l'élection de Miss Italie, devenant alors la première femme à présenter le concours de beauté italien.
Elle a été décorée en 2004 de l'Ordre du Mérite de la République italienne.

## Filmographie
- Il pap'occhio de Renzo Arbore (1980)
- Le Vieux Garçon de Castellano e Pipolo (1980)
- Pappa e ciccia (it) de Neri Parenti (1983)
- Domani mi sposo (it) de Francesco Massaro (1984)
- Les aventures d'Hercule de Luigi Cozzi (1985)
- Arrivederci e grazie (it) de Giorgio Capitani (1988)
- Tiempos mejores (it) de Jorge Grau (1994)